# Ken McDonald
Pour les articles homonymes, voir Kenneth MacDonald et MacDonald.
Ken McDonald (né en juin 1959 à Conception Bay South) est un homme politique canadien. Il a été maire de Conception Bay South et est actuellement député à la Chambre des communes du Canada, représentant la circonscription d'Avalon (T-.N.-L. sous la bannière du Parti libéral du Canada de 2015 à 2025.

## Biographie
Ken McDonald a été conseiller municipal de Conception Bay South pour le quartier 3 de 1993 à 1996 et de 2009 à 2013 [4]. Il tente une première fois d'être élu maire en a couru sans succès pour le maire en 2005 mais est battu par Woodrow French, arrivant deuxième sur quatre candidats. [1] [5] Il ne se représente pas en 2009, mais retente sa chance lors des élections de 2013 et remporte cette fois-ci la victoire contre French avec plus de 1 500 voix d'avance.
Le 5 novembre 2014, le député d'Avalon Scott Andrews est suspendu du caucus du Parti libéral par son chef Justin Trudeau, à la suite de plaintes pour inconduite et harcèlement déposées par deux députées. Siégeant comme Canada, il annonce en août 2015 qu'il se représenterait sous cette étiquette aux élections de 2015, niant avoir eu un comportement répréhensible. Le Parti libéral soutien cependant la candidature de Ken McDonald, qui obtient plus de 55 % des voix et devient le nouveau député. Scott Andrews termine deuxième avec 17,8 %. Il siège alors au sein du Comité permanent des pêches et des océans

### Résultats électoraux
|       | Candidat             | Parti                | # de voix | % des voix |
|       | Lorraine E. Barnett  | Conservateur         | +04 670,  | 11,08 %    |
|       | Ken McDonald         | Libéral              | +23 583,  | 55,95 %    |
|       | Jeannie Baldwin      | NPD                  | +06 085,  | 14,44 %    |
|       | Krista Byrne-Puumala | Vert                 | +00228,   | 0,54 %     |
|       | Jennifer McCreath    | Forces et Démocratie | +00084,   | 0,2 %      |
|       | (x) Scott Andrews    | Indépendant          | +07 501,  | 17,8 %     |
| Total | Total                | Total                | 42 151    | 100 %      |